# 함양 서운암 신중도
함양 서운암 신중도(咸陽 瑞雲庵 神衆圖)는 대한민국 경상남도 함양군 서상면 옥산리, 서운암에 있는 신중도이다. 2012년 11월 29일 경상남도의 유형문화재 제525호로 지정되었다.

## 개요
이 불화는 1897년 연호봉의(蓮湖奉宜) 금어의 조성 작품으로 암자의 인법당에 봉안했던 것으로 추정된다. 화기에서 보여 주듯이 작품의 재질이나 표현기법 등이 그 조성연대를 잘 알려주는 느낌이며, 남해 용문사에서 함양 벽송사로 이동하여 안치했다는 기록이 있다.
1974년 창건주 정법재심 보살께서 현 서운암으로 이봉한 것으로 전해진다.

## 참고 문헌
- 함양 서운암 신중도 - 국가유산청 국가유산포털